# Nicole Hegener
Nicole Hegener (* 9. Dezember 1966 in Dortmund; † 21. Juni 2021 in Berlin) war eine deutsche Kunsthistorikerin.

## Leben
Hegener studierte Kunstgeschichte, Romanische Sprachen und Archäologie an der Universität Würzburg und der Humboldt-Universität zu Berlin, wo sie 2004 mit einer Dissertation zum Florentiner Bildhauer Baccio Bandinelli promoviert wurde. Ihre Forschungsschwerpunkte waren die Kunst der Renaissance und des Manierismus, insbesondere die Plastik und die Graphik, die Künstlersozialgeschichte und -selbstdarstellung (Künstlerselbstbildnisse, -grabmäler, -testamente, -signaturen) sowie Schiffe in der bildenden Kunst. Hegener habilitierte sich an der Universität Heidelberg. Bis 2010 war sie wissenschaftliche Mitarbeiterin am Lehrstuhl für Mittlere und Neuere Kunstgeschichte, Schwerpunkt Skulptur des Mittelalters und der Renaissance des Institutes für Kunst- und Bildgeschichte der Humboldt-Universität Berlin. Sie war als Gastprofessorin in Rom, Siena, Pisa und Princeton tätig.

## Auszeichnungen
- 2010 Il Premio Salimbeni per la Storia e la Critica d’Arte, Fondazione Salimbeni per le Arti Figurative, Sanseverino Marche

## Schriften (Auswahl)
- Nicole Hegener (Hrsg.): Künstlersignaturen von der Antike bis zur Gegenwart / Artistsʼ Signatures from Antiquity to the Present, Petersberg 2013, ISBN 978-3-86568-705-0.
- Nicole Hegener/Kerstin Schwedes (Hrsg.): Der Künstler und sein Tod. Künstlertestamente vom Mittelalter bis zur Gegenwart als Quellen der Kunst- und Sozialgeschichte, Würzburg 2012, ISBN 978-3-8260-4429-8.
- Nicole Hegener/Lars U. Scholl (Hrsg.): Vom Anker zum Krähennest. Nautische Bildwelten von der Renaissance bis zum Zeitalter der Fotografie / From the Anchor to the Crow’s Nest. Naval Imagery from the Renaissance to the Age of Photography, Bremen 2011 (= German Maritime Studies 17), ISBN 978-3-89757-508-0.
- DIVI IACOBI EQVES. Selbstdarstellung im Werk des Florentiner Bildhauers Baccio Bandinelli, Berlin/München 2008 (= Kunsthistorische Studien 159), ISBN 978-3-422-06657-1
- Nicole Hegener/Claudia Lichte/Bettina Marten (Hrsg.): CURIOSA POLIPHILI. Festgabe für Horst Bredekamp zum 60. Geburtstag, Leipzig 2007, ISBN 978-3-86502-162-5.
- Heinrich Stein (1850–1913). Ein vergessener Würzburger Maler, hg. Freunde Mainfränkischer Kunst und Geschichte e.V., Würzburg 1997 (= Mainfränkische Hefte, 99).
- Sammlung Franz Xaver Müller, Ausstellung anläßlich des hundertjährigen Geschäftsjubiläums, Martin von Wagner-Museum der Universität Würzburg (23.10.–4.12.1994), Würzburg 1994.
- Pfingsten im römischen Pantheon: "Der Tag, an dem es rote Rosen regnet", tagesspiegel.de, 24. Mai 2015
- Palio di Siena: "Zehn Pferde für ein Ave Maria", tagesspiegel.de, 15. August 2015